# Форт-Джонсон (Нью-Йорк)
Форт-Джонсон (англ. Fort Johnson) — селище (англ. village) в США, в окрузі Монтгомері штату Нью-Йорк. Населення — 401 особа (2020).

## Географія
Форт-Джонсон розташований за координатами 42°57′29″ пн. ш. 74°14′11″ зх. д. / 42.95806° пн. ш. 74.23639° зх. д. (42.958010, -74.236311).  За даними Бюро перепису населення США в 2010 році селище мало площу 2,19 км², з яких 1,91 км² — суходіл та 0,28 км² — водойми.

## Демографія
Згідно з переписом 2010 року, у селищі мешкало 490 осіб у 204 домогосподарствах у складі 132 родин. Густота населення становила 224 особи/км².  Було 222 помешкання (101/км²).
Расовий склад населення:
| - 95,7 % — білих - 0,8 % — азіатів - 0,6 % — чорних або афроамериканців - 0,2 % — корінних американців - 1,4 % — осіб інших рас |

До двох чи більше рас належало 1,2 %. Частка іспаномовних становила 2,2 % від усіх жителів.
За віковим діапазоном населення розподілялося таким чином: 20,2 % — особи молодші 18 років, 65,7 % — особи у віці 18—64 років, 14,1 % — особи у віці 65 років та старші. Медіана віку мешканця становила 41,8 року. На 100 осіб жіночої статі у селищі припадало 86,3 чоловіків;  на 100 жінок у віці від 18 років та старших — 90,7 чоловіків також старших 18 років.
Середній дохід на одне домашнє господарство  становив 71 042 долари США (медіана — 63 047), а середній дохід на одну сім'ю — 80 580 доларів (медіана — 65 972). Медіана доходів становила 49 583 долари для чоловіків та 41 607 доларів для жінок. За межею бідності перебувало 12,4 % осіб, у тому числі 21,3 % дітей у віці до 18 років та 11,2 % осіб у віці 65 років та старших.
Цивільне працевлаштоване населення становило 284 особи. Основні галузі зайнятості: освіта, охорона здоров'я та соціальна допомога — 37,3 %, виробництво — 15,5 %, роздрібна торгівля — 8,8 %, науковці, спеціалісти, менеджери — 8,8 %.